# Hungersnot in Somalia 2017
Ab dem Frühjahr 2017 herrschte in Somalia eine Dürre, die mehr als 6 Millionen Menschen, oder etwa die Hälfte der Landesbevölkerung, an Nahrungsmittelknappheit leiden und Wasserquellen wegen Infektionsgefahr untrinkbar werden lässt.
Nach Angaben der Humanitären Informationseinheit der US-Regierung sind über 2,9 Millionen Menschen in Somalia mit akuter Ernährungsunsicherheit in Krisen- oder Notsituationen konfrontiert und benötigen Nahrungsmittelnothilfe, da im Jahr 2016 in vielen Gebieten unterdurchschnittliche bis ausgebliebene Regenfälle die Ernteproduktion reduziert und das Vieh geschädigt haben. Somalia sah sich mit der siebten schlechten Ernte in Folge konfrontiert, und die Nahrungsmittelstabilität ist ein großes Problem. In der Regenzeit von April bis Juni gab es in weiten Teilen Somalias im April wenig bis gar keine Niederschläge. Trinkwassermangel hat einen akuten Ausbruch von wässrigem Durchfall und Cholera beschleunigt. Laut Prognosen des UN-Kinderhilfswerks (UNICEF) werden im Jahr 2017 voraussichtlich 1,4 Millionen Kinder wegen akuter Unterernährung behandelt werden müssen. FEWS NET ging davon aus, dass mindestens bis Juni 2017 2,9 Millionen Menschen in Krisen- und Notsituationen mit akuter Ernährungsunsicherheit gelebt haben. Im März 2017 erhielten nach Angaben des UN-Büros für die Koordinierung humanitärer Angelegenheiten (OCHA) 1,75 Millionen Menschen internationale Nahrungsmittelhilfe.

## Gründe
Als Hauptgründe der Dürre und deren schwerwiegenden Auswirkungen gelten die Instabilität des Landes, stetige Konflikte und Klimawandel, wobei auch Extremwetter-Zustände eine Rolle spielen sollen. Auch das Wetterphänomen El Niño könnte eine Ursache der Dürre gewesen sein.

## Humanitäre Lage
Am 4. März 2017 gab Somalias Premierminister Hassan Ali Khaire bekannt, dass allein in der Region Bay mindestens 110 Menschen aufgrund von Hunger und Durchfall gestorben waren.
Richard Trenchard, FAO-Repräsentant für Somalia, stellte fest, dass die Lage in vielen ländlichen Gegenden, besonders in Bay und Puntland, anfing, den Anfängen der Hungersnot in den Jahren 2010 und 2011 „beunruhigend ähnlich zu sehen“.
Die Internationale Organisation für Migration warnte ebenfalls, dass frühe Warnsignale darauf hindeuteten, dass eine humanitäre Krise von potenziell katastrophalem Ausmaß heranwächst, sofern nicht sofort gehandelt wird.
Hassan Saadi Noor, Save the Children Country Director in Somalia, erklärte (übersetzt):

„Wir stehen an der Schwelle zu einer Katastrophe ähnlich der von 2011 – oder schlimmer, da die Zustände jetzt deutlich schlimmer sind als die deren Anläufe. Damals mussten eine Viertel Millionen Menschen sinnlos ihr Leben lassen, und wir wissen, dass Taten im jetzigem Stadium einen Unterschied machen können. Die internationale Gemeinschaft muss herantreten, um sicherzustellen, dass dieser tragische Moment der Geschichte sich nicht wiederholt.“

Laut Save the Children gab es zwischen Januar und März 8400 bestätigte Fälle von Cholera, die bereits 200 Leben gekostet haben sollen. Am 20. März starben laut Staatsmedien in der semi-autonomen Jubaland-Region mindestens 26 Menschen aufgrund von Hunger innerhalb der letzten 36 Stunden.

## Maßnahmen
Am 28. Februar 2017 erklärte der somalische Präsident Mohamed Abdullahi Mohamed die Dürre zu einer nationalen Katastrophe.